# Red Eyes Sword: Akame ga Kill!
Red Eyes Sword: Akame ga Kill! (アカメが斬る!, Akame ga Kiru!, littéralement Red Eye Killer ou Akame Slashes!) est une série de mangas écrite par Takahiro et illustrée par Tetsuya Tashiro. Elle est prépubliée entre mars 2010 et décembre 2016 dans le magazine Gangan Joker de Square Enix et a été compilée en un total de quinze volumes sortis entre août 2010 et février 2017. La version française est publiée par Kurokawa depuis septembre 2014.
L'histoire est centrée sur Tatsumi, un jeune villageois qui se rend à la capitale pour amasser des fonds pour son village, mais qui découvre que celle-ci est rongée par la corruption. Il fait la rencontre d'un groupe d’assassins nommé Night Raid qui va le recruter afin qu'il les aide dans leur combat contre l'Empire et la corruption.
Une adaptation en série télévisée d'animation produite par le studio White Fox est diffusée entre juillet et décembre 2014. Dans les pays francophones, elle est diffusée en simulcast par Anime Digital Network et distribuée en version physique par Kazé. Une série dérivée basée sur le passé de Akame, Red Eyes Sword Zero (アカメが斬る！零, Akame ga Kill! Zero), est prépubliée entre octobre 2013 et janvier 2019 dans le magazine Monthly Big Gangan de Square Enix. Une suite intitulée Blue Eyes Sword: Hinowa ga Crush! (ヒノワが征く！, Hinowa ga Yuku!) est publiée entre juin 2017 et juin 2022.

## Synopsis
Tatsumi est un combattant qui part pour la capitale à la recherche d'un moyen de gagner de l'argent pour aider son village pauvre. Après avoir été victime d'un vol par une femme et avoir perdu tout son argent, Tatsumi est pris en charge par une aristocrate du nom d'Aria. La nuit suivante, le manoir d'Aria est attaqué par un groupe d'assassins connus sous le nom de Night Raid. Alors que Tatsumi tente de défendre Aria de l'assassin Akame, un autre membre du groupe met fin au combat. Il révèle qu'Aria a enlevé plusieurs villageois et les a torturés pour son plaisir. Choqué en découvrant les villageois torturés, qui incluent ses deux meilleurs amis, Tatsumi tue Aria. Après avoir vu le potentiel de Tatsumi, le Night Raid invite le garçon dans leur groupe et le préviennent que peu importe leur manière d'assassiner les corrompus, ils restent des assassins. Tatsumi accepte afin de devenir plus fort et de sauver la capitale. Dans leur lutte contre l'Empire, le Night Raid se défend face à un groupe d'élite connu sous le nom de Jägers, mené par Esdeath, la combattante la plus puissante de l'Empire.

## Personnages principaux

### Night Raid
Tatsumi (タツミ, Tatsumi)
Jeune combattant qui vivait dans un village pauvre où il apprit le maniement de l'épée et l'art de la forge auprès d'un ancien militaire. Il décide de se rendre à la capitale pour aider son village, accompagné de ses deux meilleurs amis. Sur la route, ils sont attaqués par des bandits et sont séparés. Après être enfin arrivé à la Capitale, il est victime d'une escroquerie et perd tout son argent. Aria, une aristocrate, l'invite alors à dormir chez lui. La nuit suivante, le manoir de la noble se fait attaquer par un groupe d'assassins connus sous le nom de Night Raid. Tatsumi défend Aria en se battant contre Akame, une jeune fille extrêmement douée au maniement du katana, mais un membre (celle qui l'a escroqué plus tôt) interrompt le combat et révèle à Tatsumi qu'Aria enlève plusieurs villageois et les torture pour son plaisir. Il découvre dans une grange ses amis qui se sont fait torturer par Aria (Sayo, la fille, est déjà morte et suspendue nue par les bras et le garçon, Ieyasu, est toujours en vie mais couvert d'affreuses blessures qui lui seront plus tard fatales, ce qui confirme à Tatsumi  les dires des assassins). Ivre de rage, il tue Aria et dévoile son potentiel, attirant la curiosité des Night Raid. Il intègre donc le groupe, en espérant pouvoir faire changer la capitale et la rendre meilleure. Au début de la série, il utilise comme arme une simple épée. Par la suite, il sera le détenteur de l'arme impériale Incursio.
Akame (アカメ, Akame)
Akame est un membre des Night Raid. Elle grandit dans une unité d'assassins d'élite créée par le gouvernement afin de servir leurs causes. Alors qu'elle était enfant, on l'a séparée de sa petite sœur pour les entraîner à part l'une de l'autre. Après de nombreuses missions, elle fait la rencontre de Najenda. Akame affirme ses convictions en rejoignant Night Raid, après que Najenda l'ait convaincue. Véritable experte dans l'art du maniement du sabre, elle est la plus puissante du groupe, et son talent n'a d'égal que son appétit. Elle ne laisse que rarement ses sentiments prendre le dessus, surtout dans un combat. Elle utilise une arme impériale en forme de katana, Murasame, qui maudit le sang de sa victime, la condamnant à une mort certaine.
Mine (マイン, Main)
Issue de parents vivant d'un côté à la capitale et de l'autre dans une tribu de l'ouest, son enfance fut difficile car, pour cause de son métissage, elle fut rejetée de tous. Son objectif en rejoignant Night Raid est de mettre fin à la discrimination dont elle fut victime. Elle est l'exact opposé d'Akame car son arme impériale puise sa puissance dans ses sentiments. Elle est une tsundere. On apprendra qu'elle aime les choses sucrées et qu'elle est franche avec son entourage. Au début, elle sera contre l’intégration de Tatsumi dans le groupe car il n'a, d'après elle, pas les qualités nécessaires pour être un assassin. Elle tombera finalement amoureuse de Tatsumi. Son arme impériale se nomme Pumpkin. C'est un fusil dont la puissance augmente si l'utilisateur est en danger. Elle peut aussi équiper un canon plus court afin de disposer d'un mode pistolet automatique.
Najenda (ナジェンダ, Najenda)
Najenda est le "boss" de Night Raid. Elle fut dans le passé générale dans l'armée impériale aux côtés de Esdeath et possédait le Teigu (arme impériale) Pumpkin, puis elle rejoignit l'armée rebelle suivie par Lubbock. Cependant, Esdeath lui infligea de lourdes blessures avant qu'elle ne s'échappe, ce qui réduira considérablement sa force. Elle possédera, plus tard, une arme impériale organique nommée Susanoo.
Leone (レオーネ, Reōne)
Une fille qui aime faire la fête et s'amuser avec son équipe même en mission, elle est comme un trouble-fête ; elle se montre parfois, impulsive ou colérique. Elle a les cheveux blonds et les yeux jaunes. Son pouvoir est de se transformer en lion et de se régénérer grâce à son arme impériale Lionelle. Elle a beaucoup de sympathie pour Tastumi  et s'en sent responsable, vu que c'est elle qui lui a fait rejoindre le Night Raid.
Lubbock (ラバック, Rabakku)
Il est le 4e fils issu d'une riche famille de marchands dans une région de l'Empire. Durant son enfance, il rencontre Najenda qui venait d'emménager dans la région et tombe amoureux d'elle dès le premier regard. Il quitte alors son ancienne vie et rejoint l'armée impériale dans le but de se rapprocher de Najenda. Il n'hésite pas non plus à la suivre quand elle rejoint la Rébellion. Quand il combat, il n'hésite pas à prendre la fuite lorsque les choses deviennent compliquées mais il se révèle être tout de même un combattant hors pair. Son arme impériale est Cross-Tail. C'est une arme formée de fils aux multiples utilisations, servant pour l'attaque comme pour la défense. On découvre à chaque combat une nouvelle utilité de l'arme : Lubbock l'utilise pour former un bouclier, une lance, une hache ou bien tout simplement en dispersant des fils dans une zone de combat (cette zone devient un piège mortel pour les ennemis).
Sheele (シェーレ, Shēre)
Une fille aux cheveux mauves. Elle est la plus gentille du groupe et la plus maladroite. Son arme impériale est une arme en forme de ciseaux qui se nomme Extase. Elle a rejoint le groupe car, pour elle, elle n'était bonne qu'à tuer, donc autant le faire pour quelqu'un qui lui plaisait. D'après une histoire qu'elle raconte à Tatsumi, elle aurait rejoint le groupe après avoir tué quelqu'un qui se serait attaqué à sa seule amie.
Bulat (ブラート, Burāto)
Bulat était un ancien officier de l'empire réputé pour avoir terrassé 100 adversaires sur le champ de bataille à lui tout seul. Écœuré par les méthodes de l'empire, il a déserté l'armée pour rejoindre Night Raid dans le but de rendre le monde un peu meilleur. Il va rapidement devenir le mentor de Tatsumi, lui apportant son expérience, sa stratégie et son sang froid. Selon Leone, il serait gay et ne semble pas vexé par cette affirmation. Son arme impériale se nomme Incursio une armure créée à partir d'une créature dangereuse qui stimule la force de son utilisateur et lui permet aussi de devenir invisible.
Chelsea (チェルシー, Cherushī)
Une fille rousse qui a le pouvoir de se transformer en ce qu'elle désire grâce à son arme impériale Gaea Foundation. Pour tuer, elle utilise des fines aiguilles qu'elle plante dans les points vitaux de ses ennemis. Elle ne sera présente qu'à partir de la moitié de la série.
Susanoo (電光石火 スサノオ, Susanoō)
Susanoo est une arme impériale organique (ne pouvant mourir que si on détruit son cœur). Il s'est réveillé devant Najenda car elle lui rappelait son ancien maître (ancien général mort depuis longtemps). Il est compétent autant dans le combat, que dans les tâches domestiques et il est maniaque sur les bords. Il a une attaque spéciale comme toutes les armes organiques mais est tellement puissant qu'après la troisième utilisation, son maître meurt car son utilisation consomme trop d'énergie. Comme Chelsea, il n'est présent qu'à partir de la moitié de l'animé.

### Jaegers
Esdeath (エスデス, Esudesu)
Esdeath est l'un des 2 grands généraux de l'empire, une sadique dont les grands hobbys sont la guerre et la torture. Elle a la réputation d'être l'officier la plus puissante du royaume. Son arme impériale est de type Glace, elle l'a obtenue en buvant le sang d'une créature des glaces. C'est elle qui a créé les Jaegers. Esdeath méprise les faibles car elle a été élevée dans un village où la norme est la loi du plus fort, de plus, quand elle était petite, l'ensemble de son clan a été massacré par un clan voisin. Elle tombera éperdument amoureuse de Tatsumi au cours d'un tournoi, tout en ignorant qu'il fait partie des Night Raid. Esdeath est une yangire.
Wave (ウェイブ, Weibu)
C'est un jeune pêcheur qui vivait avec sa famille. Il a rejoint les Jaegers car avec son arme impériale Grand Chariot (une version améliorée d'Incursio),  il a un jour tout détruit sur son passage pour sauver son village. Esdeath en a entendu parler et elle l'a convoqué pour rejoindre son équipe spéciale. Par la suite, il s'est lié d'amitié avec Tatsumi, mais ils sont ennemis car ils sont dans des équipes adverses.
Kurome (クロメ, Kurome)
Kurome est un membre des Jaegers et la petite sœur d'Akame. Elle a grandi dans une unité d'assassins d'élites créée par le gouvernement pour servir leur cause. Elle et sa sœur ont été entraînées dans des groupes d'assassins différents. Kurome utilise une arme impériale sous la forme d'un katana nommé Yatsufusa qui lui permet d'asservir jusqu'à 8 ennemis tués par cette arme. Kurome est extrêmement habile dans l'art du maniement du sabre. Même si elle partage quelques traits avec sa sœur, comme sa maladresse sociale et son appétit féroce, Kurome semble montrer un côté plus froid et impitoyable quand il s'agit de tuer ses ennemis.
Run (ラン, Ran)
Il a rejoint les Jaegers avec son arme impériale Masterna, qui invoque des ailes et envoie des plumes-lames contre ses ennemis. Il était d'abord professeur mais il a rejoint l'équipe d'Esdeath pour tenter de « guérir la capitale sans violence ».
Bols (ボルス, Borusu)
Il faisait partie d'un groupe d’assassins qui brûlait tout sur leur passage ; depuis, il porte un masque qu'il ne retire jamais, à part devant sa femme et sa fille. Son arme impériale est Rubicante, un lance-flamme qui peut exploser en cas d'urgence.
Seryu Ubiquitous (セリュー・ユビキタス, Seryū Yubikitas)
Une jeune fille qui a rejoint l'armée Impériale. Elle a l'air d'une fille tout à fait normale mais se révèle être une psychopathe qui dit se battre pour la justice alors qu'elle obéit aveuglément aux ordres. Son arme impériale est Hécatonchier, une arme biologique ayant l'apparence d'un petit chien. Coro peut changer de taille, le transformant en véritable machine à tuer, il aura par la suite la capacité de stocker les différentes armes de Seryu.
Dr. Stylish (Dr.スタイリッシュ, Dr.Sutairisu)
Le mentor de Seryu, son arme impériale, Perfector (des gants qui rendent son utilisateur plus habile et plus intelligent), a permis à Seryu d'avoir des prothèses à la place de ses bras, qui peuvent se transformer en armes destructrices grâce à Hécatonchier.

## Manga
Red Eyes Sword: Akame ga Kill! est une série de mangas écrite par Takahiro et illustrée par Tetsuya Tashiro. Le manga est initialement publié dans le magazine Gangan Joker d'avril 2010 par Square Enix, vendu le 20 mars 2010, jusqu'au magazine de janvier 2017, vendu le 22 décembre 2016. Le premier tankōbon est publié le 21 août 2010 et quinze volumes sont commercialisés au 22 février 2017. Hors du Japon, la version française est publiée par Kurokawa à partir de septembre 2014 et la version anglaise par Yen Press en Amérique du Nord à partir de 2015.
Une série dérivée intitulée Red Eyes Sword: Akame ga Kill! Zero (アカメが斬る！零, Akame ga Kiru Zero) est publiée entre le onzième numéro du magazine Monthly Big Gangan sorti le 25 octobre 2013 et le deuxième numéro sorti le 25 janvier 2019. La série est écrite par Takahiro et illustrée par Kei Toru. L'histoire se centre sur le passé d'Akame, à l'époque où elle travaillait comme assassin pour l'Empire. Le premier volume est sorti le 21 juin 2014, et dix tomes sont commercialisés au 25 avril 2019. La version française est publiée par Kurokawa depuis mai 2016.
La suite intitulée Blue Eyes Sword: Hinowa ga Crush (ヒノワが征く！, Hinowa ga Yuku!) est publiée depuis le septième numéro du magazine Monthly Big Gangan sorti le 24 juin 2017. La série est écrite par Takahiro et illustrée par Strelka. Le premier volume est sorti le 25 décembre 2017. La série prend fin le 24 juin 2022 ; le dessinateur explique que la série a été annulée prématurément du fait des faibles ventes des volumes reliés. Un total de huit tomes sont commercialisés au 25 août 2022. La version française est publiée par Kurokawa depuis avril 2019.

### Liste des volumes

#### Red Eyes Sword: Akame ga Kill!
| no | Japonais          | Japonais          | Français          | Français          |
| no | Date de sortie    | ISBN              | Date de sortie    | ISBN              |
| --- | ----------------- | ----------------- | ----------------- | ----------------- |
| 1 | 21 août 2010      | 978-4-7575-2980-9 | 11 septembre 2014 | 978-2-368-52044-4 |
| Personnages en couverture : Akame.Liste des chapitres : - Kill 1 - Les ténèbres (闇を斬る, Yami o Kiru) - Kill 2 - Le pays (国を斬る, Kuni o Kiru) - Kill 3 - Le pouvoir (権力を斬る, Kenryoku o Kiru) - Kill 4 - La rancœur (蟠りを斬る, Wadakamari o Kiru) |                   |                   |                   |                   |
| 2 | 22 janvier 2011   | 978-4-7575-3129-1 | 13 novembre 2014  | 978-2-368-52051-2 |
| Personnages en couverture : Mine.Liste des chapitres : - Kill 5 - Le coupeur de têtes (辻斬りを斬る, Tsujigiri o Kiru) - Kill 6 - L'utilisateur d'arme impériale (帝具使いを斬る, Teigu tsukai o Kiru) - Kill 7 - Rêves (夢物語を斬る, Yume Monogatari o Kiru) - Kill 8 - Les trafiquants (溝鼠を斬る, Dobunezumi o Kiru) - Kill 9 - La justice (絶対正義を斬る, Zettai Seigi o Kiru) |                   |                   |                   |                   |
| 3 | 21 mai 2011       | 978-4-7575-3238-0 | 8 janvier 2015    | 978-2-368-52052-9 |
| Personnages en couverture : Leone.Liste des chapitres : - Kill 10 - Tristesse (悲しみを斬る, Kanashimi o Kiru) - Kill 11 - Les imposteurs (偽者を斬る, Nisemono o Kiru) - Kill 12 - Les trois bourreausquetaires (三匹を斬る, Sanbiki o Kiru) - Kill 13 - L'armée d'Esdeath (1re partie) (エスデス軍を斬る(前編), Esudesu-gun o Kiru (Zenpen)) - Kill 14 - L'armée d'Esdeath (2e partie) (エスデス軍を斬る(後編), Esudesu-gun o Kiru (Kōhen)) |                   |                   |                   |                   |
| 4 | 21 janvier 2012   | 978-4-7575-3482-7 | 12 mars 2015      | 978-2-368-52053-6 |
| Personnages en couverture : Esdeath.Liste des chapitres : - Kill 15 - Souffrance (苦難を斬る, Kunan o Kiru) - Kill 16 - Fous de combat (戦闘狂を斬る, Sentōkyō o Kiru) - Kill 17 - Brigands (山賊を斬る, Sanzoku o Kiru) - Kill 18 - Tentation (誘惑を斬る, Yūwaku o Kiru) - Kill 19 - Danger (危機を斬る, Kiki o Kiru) |                   |                   |                   |                   |
| 5 | 21 avril 2012     | 978-4-7575-3570-1 | 11 juin 2015      | 978-2-368-52054-3 |
| Personnages en couverture : Kurome.Liste des chapitres : - Kill 20 - Intrusion (侵入者を斬る, Shinnyūsha o Kiru) - Kill 21 - Le savant fou (マッドサイエンティストを斬る, Maddo Saientisuto o Kiru) - Kill 22 - Terre vierge (秘境を斬る, Hikyō o Kiru) - Kill 23 - Les nouveaux (新入りを斬る, Shin'iri o Kiru) - Chapitre special - アカメが斬る!特別編 (Akame ga Kiru! Tokubetsu-hen) |                   |                   |                   |                   |
| 6 | 22 septembre 2012 | 978-4-7575-3736-1 | 10 septembre 2015 | 978-2-368-52055-0 |
| Personnages en couverture : Chelsea.Liste des chapitres : - Kill 24 - Créatures dangereuses (危険種を斬る, kikenshu o Kiru) - Kill 25 - Les gêneurs (邪魔者を斬る, Jamamono o Kiru) - Kill 26 - Les géants (巨大危険種を斬る, Kyodai Kikenshu o Kiru) - Kill 27 - Les plus forts (強者を斬る, Kyōsha o Kiru) - Kill 28 - L'ordre religieux (教団を斬る, Kyōdan o Kiru) |                   |                   |                   |                   |
| 7 | 22 février 2013   | 978-4-7575-3881-8 | 10 décembre 2015  | 978-2-368-52056-7 |
| Personnages en couverture : Najenda.Liste des chapitres : - Kill 29 - Les Jäegers (イェーガーズを斬る, Iēgāzu o Kiru) - Kill 30 - Les pantins (1) (人形を斬る(前編), Ningyō o Kiru (Zenpen)) - Kill 31 - Les pantins (2) (人形を斬る(後編), Ningyō o Kiru (Kōhen)) - Kill 32 - Le sortilège (呪縛を斬る, Jubaku o Kiru) - Kill 33 - Surhumain (強化人間を斬る, Kyōka Ningen o Kiru) |                   |                   |                   |                   |
| 8 | 22 juillet 2013   | 978-4-7575-4011-8 | 11 février 2016   | 978-2-368-52057-4 |
| Personnages en couverture : Seryu Ubiquitous.Liste des chapitres : - Chapitre spécial - Souvenirs (追憶を斬る, Tsuioku o Kiru) - Kill 34 - Les démons (1) (鬼を斬る（前編）, Oni o Kiru (Zenpen)) - Kill 35 - Les démons (2) (鬼を斬る（後編）, Oni o Kiru (Kōhen)) - Kill 36 - Fatalité (1) (因縁を斬る（前編）, Innen o Kiru (Zenpen)) - Kill 37 - Fatalité (2) (因縁を斬る（中編）, Innen o Kiru (Chūhen)) - Kill 38 - Fatalité (3) (因縁を斬る（後編）, Innen o Kiru (Kōhen))                                                                                   |                   |                   |                   |                   |
| 9 | 22 janvier 2014   | 978-4-7575-4206-8 | 12 mai 2016       | 978-2-368-52058-1 |
| Personnages en couverture : Esdeath.Liste des chapitres : - Kill 39 - Traumatisme (トラウマを斬る, Torauma o Kiru) - Kill 40 - Ambition (野望を斬る, Yabō o Kiru) - Kill 41 - Sadisme (邪悪を斬る, Jaaku o Kiru) - Kill 42 - Désespoir (1) (絶望を斬る（前編）, Zetsubō o Kiru (Zenpen)) - Kill 43 - Désespoir (2) (絶望を斬る（後編）, Zetsubō o Kiru (Kōhen)) |                   |                   |                   |                   |
| 10 | 21 juin 2014      | 978-4-7575-4338-6 | 25 août 2016      | 978-2-368-52244-8 |
| Personnages en couverture : Mine.Liste des chapitres : - Kill 44 - Hésitation (躊躇いを斬る, Tamerai o Kiru) - Kill 45 - Tyrannie (1) (外道を斬る（前編）, Gedō o Kiru (Zenpen)) - Kill 46 - Tyrannie (2) (外道を斬る（後編）, Gedō o Kiru (Kōhen)) - Kill 47 - Vengance (1) (仇を斬る（前編）, Kataki o Kiru (Zenpen)) - Kill 48 - Vengance (2) (仇を斬る（後編）, Kataki o Kiru (Kōhen)) |                   |                   |                   |                   |
| 11 | 22 décembre 2014  | 978-4-7575-4505-2 | 8 décembre 2016   | 978-2-368-52245-5 |
| Personnages en couverture : Tatsumi.Liste des chapitres : - Kill 49 - Indécision (迷いを斬る, Mayoi o Kiru) - Kill 50 - Mauvais pas (難局を斬る, Nankyoku o Kiru) - Kill 51 - Amour passionné (恋慕を斬る, Renbo o Kiru) - Kill 52 - Shura (修羅を斬る, Shura o Kiru) - Kill 53 - Adversité (1) (逆境を斬る（前編）, Gyakkyō o Kiru (Zenpen)) - Kill 54 - Adversité (2) (逆境を斬る（後編）, Gyakkyō o Kiru (Kōhen)) |                   |                   |                   |                   |
| 12 | 22 juillet 2015   | 978-4-7575-4693-6 | 13 avril 2017     | 978-2-368-52246-2 |
| Personnages en couverture : Leone.Liste des chapitres : - Kill 55 - Deux puissants ennemis (二強を斬る, Nikyō o Kiru) - Kill 56 - Le major-général (大将軍を斬る, Daishōgun o Kiru) - Kill 57 - L'alchimiste (錬金術師を斬る, Renkinjutsu-shi o Kiru) - Kill 58 - Des adversaires de taille (手練れを斬る, Tedare o Kiru) - Kill 59 - Anticipation (思い込みを斬る, Omoikomi o Kiru) - Kill 60 - Wild hunt (ワイルドハントを斬る, Wairudohanto o Kiru) |                   |                   |                   |                   |
| 13 | 22 janvier 2016   | 978-4-7575-4863-3 | 24 août 2017      | 978-2-368-52448-0 |
| Personnages en couverture : Kurome.Liste des chapitres : - Kill 61 - Renfort (援軍を斬る, Engun o Kiru) - Kill 62 - Passé (1re partie) (過去を斬る（前編）, Kako o Kiru (Zenpen)) - Kill 63 - Passé (2e partie) (過去を斬る（後編）, Kako o Kiru (Kōhen)) - Kill 64 - Sœur (1re partie) (妹を斬る（前編）, Imōto o Kiru (Zenpen)) - Kill 65 - Sœur (2e partie) (妹を斬る（後編）, Imōto o Kiru (Kōhen)) - Kill 66 - Destin (因果を斬る, Inga o Kiru) |                   |                   |                   |                   |
| 14 | 22 août 2016      | 978-4-7575-5080-3 | 7 décembre 2017   | 978-2-368-52449-7 |
| Personnages en couverture : Tatsumi.Liste des chapitres : - Kill 67 - Pénombre (晦冥を斬る, Kaimei o Kiru) - Kill 68 - Les vermines de l'empire (元凶を斬る, Genkyō o Kiru) - Kill 69 - Mélée (1re partie) (混戦を斬る（前編）, Konsen o Kiru (Zenpen)) - Kill 70 - Mélée (2e partie) (混戦を斬る（後編）, Konsen o Kiru (Kōhen)) - Kill 71 - L'adversaire redoutable (大敵を斬る, Daiteki o Kiru) - Kill 72 - Hécatombe (根源を斬る, Kongen o Kiru) |                   |                   |                   |                   |
| 15 | 22 février 2017   | 978-4-7575-5249-4 | 12 avril 2018     | 978-2-368-52615-6 |
| Personnages en couverture : Akame.Liste des chapitres : - Kill 73 - L'arme imperiale ultime (至高を斬る, Shikō o Kiru) - Kill 74 - L'arme imperiale ultime (2e partie) (至高を斬る（後編）, Shikō o Kiru (Kōhen)) / L'empereur (皇帝を斬る, Kōtei o Kiru) - Kill 75 - Esdeath (1re partie) (エスデスを斬る（前編）, Esudesu o Kiru (Zenpen)) - Kill 76 - Esdeath (2e partie) (エスデスを斬る（中編）, Esudesu o Kiru (Chūhen)) - Kill 77 - Esdeath (3e partie) (エスデスを斬る（後編）, Esudesu o Kiru (Kōhen)) - Kill Finale - Akame (アカメが斬る, Akame ga Kiru) |                   |                   |                   |                   |
| 1.5 | 25 décembre 2017  | 978-4-7575-5566-2 |                   |                   |
| Personnages en couverture : Akame, Tatsumi, Mine, Najenda, Leone, Lubbock, Susanoo, Chelsea, Bulat et Sheele.Liste des chapitres : - Chapitre spécial 1 - Obscur (暗黒を斬る, Ankoku o Kiru) - Chapitre spécial 2 - Épéiste démon (剣鬼を斬る, Kenki o Kiru) - Chapitre spécial 3 - Le mal (悪を斬る, Aku o Kiru) - Chapitre spécial 4 - Chagrin (憂いを斬る, Urei o Kiru) |                   |                   |                   |                   |

#### Red Eyes Sword: Akame ga Kill! Zero
| no | Japonais         | Japonais          | Français        | Français          |
| no | Date de sortie   | ISBN              | Date de sortie  | ISBN              |
| --- | ---------------- | ----------------- | --------------- | ----------------- |
| 1 | 21 juin 2014     | 978-4-7575-4339-3 | 12 mai 2016     | 978-2-368-52213-4 |
| Personnages en couverture : Akame.Liste des chapitres : - Kill 1 - Les deux petites filles (二人の少女, Futari no Shōjo) - Kill 2 - Le jour où tout a commencé (はじまりの日, Hajimari no Hi) - Kill 3 - Première mission (1) (初任務（前編）, Hatsu Ninmu (Zenpen)) - Kill 4 - Première mission (2) (初任務（後編）, Hatsu Ninmu (Kōhen)) - Kill 5 - Élevés dans l'ombre (闇に育つ, Yami ni Sodatsu) - Kill 6 - 難関！ 太守殺し (Nankan! Taishu Goroshi) |                  |                   |                 |                   |
| 2 | 22 décembre 2014 | 978-4-7575-4506-9 | 13 octobre 2016 | 978-2-368-52214-1 |
| Personnages en couverture : Cornelia.Liste des chapitres : - Kill 7 - Bataille sur le fleuve Hakurô (白狼河の戦い, Hakuro Kawa no Tatakai) - Kill 8 - Rencontre (巡り会い, Meguriai) - Kill 9 - Les assassins (殺し屋たち, Koroshiya-tachi) - Kill 10 - 死戦（前編） (Shitō (Zenpen)) - Kill 11 - 死戦（後編） (Shitō (Kōhen)) - Kill 12 - Lamentations (慟哭, Dōkoku) - Kill 13 - Duel au sommet (頂上対決, Chōjō Taiketsu) |                  |                   |                 |                   |
| 3 | 22 juillet 2015  | 978-4-7575-4694-3 | 9 février 2017  | 978-2-368-52444-2 |
| Personnages en couverture : Kurome.Liste des chapitres : - Kill 14 - 遺跡 (Iseki) - Kill 15 - Techniques ancestrales (秘術, Hijutsu) - Kill 16 - Affection (思幕, Shibo) - Kill 17 - Irruption (突入, Totsunyū) - Kill 18 - Échauffourées (混戦, Konsen) - Kill 19 - Numéro 1 (No.1) - Kill 20 - Le chef (長, Osa) |                  |                   |                 |                   |
| 4 | 22 janvier 2016  | 978-4-7575-4864-0 | 8 juin 2017     | 978-2-368-52451-0 |
| Personnages en couverture : Pony.Liste des chapitres : - Kill 21 - La promesse d'un homme (受け継がれていくもの, Uketsugareteikumono) - Kill 22 - Sœurs (姉妹, Shimai) - Kill 23 - La vérité (真実, Shinjitsu) - Kill 24 - Fuite (脱出, Dasshutsu) - Kill 25 - L'ombre et la lumière des retrouvailles (再会の光と影, Saikai no Hikari to Kage) |                  |                   |                 |                   |
| 5 | 22 août 2016     | 978-4-7575-5081-0 | 12 octobre 2017 | 978-2-368-52452-7 |
| Personnages en couverture : Chelsea.Liste des chapitres : - Kill 26 - De l'amour dans l'air (愛それぞれ, Ai sorezore) - Kill 27 - Déclaration (告白, Kokuhaku) - Kill 28 - Une ombre approche (忍び寄る影, Shinobiyoru Kage) - Kill 29 - L'assaut (強襲, Kyōshū) - Kill 30 - Les Olberg attaquent (猛攻オールベルグ, Mōkō Ōruberugu) - Kill 31 - 死線 (Shisen) |                  |                   |                 |                   |
| 6 | 22 février 2017  | 978-4-7575-5250-0 | 8 février 2018  | 978-2-368-52585-2 |
| Personnages en couverture : Merald.Liste des chapitres : - Kill 32 - Chacun son combat (それぞれの激闘, Sorezore no Gekitō) - Kill 33 - Manque de vigilance (最強の隙, Saikyō no Suki) - Kill 34 - Le vrai visage du monde (1re partie) (世界の真実（前編）, Sekai no Shinjitsu (Zenpen)) - Kill 35 - Le vrai visage du monde (2e partie) (世界の真実（後編）, Sekai no Shinjitsu (Kōhen)) - Kill 36 - Un avenir probable (やがてくる未来, Yagate kuru Mirai) - Kill 37 - Le véritable amour (正しい恋愛, Tadashī Ren'ai)                                                      |                  |                   |                 |                   |
| 7 | 25 août 2017     | 978-4-7575-5457-3 | 14 juin 2018    | 978-2-368-52640-8 |
| Personnages en couverture : Merald, Gilberta et Cassandra.Liste des chapitres : - Kill 38 - Justice (正義の在処, Seigi no Arika) - Kill 39 - Tentative d'assassinat (暗殺指南, Ansatsu Shinan) - Kill 40 - Sacrifice (献身, Kenshin) - Kill 41 - Combat au clair de lune (月下の乱戦, Gekka no Ransen) - Kill 42 - La fin de la déesse de la mort (死神の終焉, Shinigami no Shūen) |                  |                   |                 |                   |
| 8 | 25 décembre 2017 | 978-4-7575-5564-8 | 11 octobre 2018 | 978-2-368-52677-4 |
| Personnages en couverture : Akame.Liste des chapitres : - Kill 43 - À la capitale (帝都にて, Teito nite) - Kill 44 - Discussion (対話, Taiwa) - Kill 45 - Rancune (怨恨, Enkon) - Kill 46 - Rencontre (邂逅, Kaikō) - Kill 47 - Au bout de la haine (憎悪の果てに, Zouo no Hate ni) |                  |                   |                 |                   |
| 9 | 25 août 2018     | 978-4-7575-5827-4 | 10 janvier 2019 | 978-2-368-52714-6 |
| Personnages en couverture : Tsukushi.Liste des chapitres : - Kill 48 - Arme impériale (帝具, Teigu) - Kill 49 - Les horreurs de la purge (1re partie) (粛清の惨渦（前編）, Shukusei no Sanka (Zenpen)) - Kill 50 - Les horreurs de la purge (2e partie) (粛清の惨渦（後編）, Shukusei no Sanka (Kōhen)) - Kill 51 - Première rencontre avec Najenda (ナジェンダとの出会い, Najenda to no Deai) - Kill 52 - Voie (1re partie) (道標（前編）, Dōhyō (Zenpen)) - Kill 53 - Voie (2e partie) (道標（後編）, Dōhyō (Kōhen)) - Kill 54 - Une nuit décisive (運命の夜, Unmei no Yoru) |                  |                   |                 |                   |
| 10 | 25 avril 2019    | 978-4-7575-6104-5 | 10 octobre 2019 | 978-2-368-52727-6 |
| Personnages en couverture : Akame.Liste des chapitres : - Kill 55 - Séparation (決別, Ketsubetsu) - Kill 56 - Père et enfants (親と子と, Oya to Ko to) - Kill 57 - La fin de la troupe d'élite de Gozuki (選抜組の結末, Senbatsu-gumi no Ketsumatsu) - Kill 58 - Night Raid (ナイトレイド, Naitoreido) - Kill 59 - Folie (加速する狂気, Kasoku suru Kyōki) - Kill 60 - Dénouement (零の終焉, Zero no Shūen) |                  |                   |                 |                   |

#### Blue Eyes Sword: Hinowa ga Crush!
| no | Japonais         | Japonais          | Français         | Français          |
| no | Date de sortie   | ISBN              | Date de sortie   | ISBN              |
| --- | ---------------- | ----------------- | ---------------- | ----------------- |
| 1 | 25 décembre 2017 | 978-4-7575-5565-5 | 11 avril 2019    | 978-2-368-52789-4 |
| Personnages en couverture : Hinowa, Akame.Liste des chapitres : - Chapitre 1 - La bataille du château de Ryûmon (竜門城の戦い, Ryūmonjō no Tatakai) - Chapitre 2 - Au village de Yaenami (八重波村にて, Yaenami-mura nite) - Chapitre 3 - La classe et l'ermite (塾と仙人, Juku to Sennin) - Chapitre 4 - Première campagne (初陣, Uijin) - Chapitre 5 - Combat au mont Kagebôshi (影法師山の戦い, Kagebōshizan no Tatakai) |                  |                   |                  |                   |
| 2 | 25 août 2018     | 978-4-7575-5828-1 | 4 juillet 2019   | 978-2-368-52794-8 |
| Personnages en couverture : Hinowa, Akame, Tobari, Hisame, Suzumaru, Kumehachi.Liste des chapitres : - Chapitre 6 - Larmes (1re partie) (涙（前編）, Namida (Zenpen)) - Chapitre 7 - Larmes (2e partie) (涙（後編）, Namida (Kōhen)) - Chapitre 8 - Trésors divins (冥宝, Meihō) - Chapitre 9 - Une nouvelle bataille (新たなる戦, Aratanaru Ikusa) - Chapitre 10 - La bataille du fort de Shiranui (不知火砦の戦い, Shiranui Toride no Tatakai) - Chapitre 11 - Sentiments (想い, Omoi) |                  |                   |                  |                   |
| 3 | 25 avril 2019    | 978-4-7575-6105-2 | 10 octobre 2019  | 978-2-368-52866-2 |
| Personnages en couverture : Yomihime.Liste des chapitres : - Chapitre 12 - Capitaine d'unité (足軽子頭, Ashigaru Kogashira) - Chapitre 13 - Rinzu (1re partie) (リンズ（前編）, Rinzu (Zenpen)) - Chapitre 14 - Rinzu (2e partie) (リンズ（後編）, Rinzu (Kōhen)) - Chapitre 15 - Kyôkotsu (キョウコツを討つ, Kyōkotsu o Utsu) - Chapitre 16 - La fin de la bataille du fort de Shiranui (不知火砦の決着, Shiranui Toride no Kecchaku) - Chapitre 17 - Après le combat (戦の後で…, Ikusa no Ato de …) |                  |                   |                  |                   |
| 4 | 25 décembre 2019 | 978-4-7575-6449-7 | 28 mai 2020      | 978-2-368-52940-9 |
| Personnages en couverture : Akame, Tobari, Iroha, Nemuri.Liste des chapitres : - Chapitre 18 - La province de Tenrô (天狼国, Tenrōkoku) - Chapitre 19 - L'attaque de l'île d'Uminari (海鳴島侵攻戦, Uminarijima Shinkō sen) - Chapitre 20 - Fantassins (1re partie) (足軽（前編）, Ashigaru (Zenpen)) - Chapitre 21 - Fantassins (2e partie) (足軽（後編）, Ashigaru (Kōhen)) - Chapitre 22 - Fantassins (嵐の予感, Arashi no Yokan) - Chapitre 23 - L'époux de Rinzu (1re partie) (リンズの花婿（前編）, Rinzu no Hanamuko (Zenpen)) - Chapitre 24 - L'époux de Rinzu (2e partie) (リンズの花婿（後編）, Rinzu no Hanamuko (Kōhen)) |                  |                   |                  |                   |
| 5 | 25 août 2020     | 978-4-7575-6814-3 | 14 janvier 2021  | 978-2-368-52941-6 |
| Personnages en couverture : Hisame, Rinzu.Liste des chapitres : - Chapitre 25 - Jours heureux... (幸せの時、そして, Shiawase no toki, soshite) - Chapitre 26 - L'attaque des loups affamés (餓狼の侵攻, Garō no Shinkō) - Chapitre 27 - Bataille sanglante à Sokaï (激戦蒼海国, Gekisen Sōkai Koku) - Chapitre 28 - Le siège du château de Nagisa (1re partie) (渚城包囲（前編）, Nagisa-jō Hōi(Zenpen)) - Chapitre 29 - Le siège du château de Nagisa (2e partie) (渚城包囲（後編）, Nagisa-jō Hōi (Kōhen)) - Chapitre 30 - La bataille du château de Nagisa (渚城の戦い, Nagisa-jō no Tatakai) - Chapitre 31 - Un rêve éphémère (1re partie) (うたかたの夢（前編）, Utakata no yume (Zenpen)) - Chapitre 32 - Un rêve éphémère (2e partie) (うたかたの夢（後編）, Utakata no yume (Kōhen)) |                  |                   |                  |                   |
| 6 | 25 mars 2021     | 978-4-7575-7171-6 | 9 septembre 2021 | 978-2-380-71103-5 |
| Personnages en couverture : Hinowa, Akame, Nahashu.Liste des chapitres : - Chapitre 33 - Le cruel sort de Rinzu (リンズ無惨, Rinzu Muzan) - Chapitre 34 - La lame ressuscitée (蘇る刃, Yomigaeru Yaiba) - Chapitre 35 - Retrouvailles dans le sang (鮮血の再会, Senketsu no Saikai) - Chapitre 36 - À deux doigts de la mort (死線, Shisen) - Chapitre 37 - Des chemins différents (別れ道, Wakare michi) - Chapitre 38 - La naissance d'un démon (鬼が生まれた日, Oni ga umareta hi) |                  |                   |                  |                   |
| 7 | 25 décembre 2021 | 978-4-7575-7657-5 | 18 août 2022     | 978-2-380-71299-5 |
| Personnages en couverture : Hinowa, Rugyo et Mekira.Liste des chapitres : - Chapitre 39 - Le début du voyage (流れ行きて…, Nagare ikite...) - Chapitre 40 - Rugyô et Mekira (ルギョウとメキラ, Rugyō to Mekira) - Chapitre 41 - Décision (決意, Ketsui) - Chapitre 42 - Vers l'est... (東へ…, Higashi e...) - Chapitre 43 - Une ancienne connaissance (懐かしい顔, Natsukashī kao) - Chapitre 44 - Dans la province de Kuroshio (黒潮国にて, Kuroshio koku nite) - Chapitre 45 - La situation à l'est (東国の事情, Tōgoku no Jijō) |                  |                   |                  |                   |
| 8 | 25 août 2022     | 978-4-7575-8093-0 | 7 juin 2023      | 978-2-380-71512-5 |
| Personnages en couverture : HinowaListe des chapitres : - Chapitre 46 - Le seigneur de Tsutsuji (躑躅国王, Tsutsuji Kokuō) - Chapitre 47 - Un nouvel étendard (旗揚げ, Hata age) - Chapitre 48 - Des bases solides (地盤固め, Jiban Katame) - Chapitre 49 - Union (契り, Chigiri) - Chapitre 50 - Début des hostilités (開戦, Kaisen) - Chapitre 51 - Sur la voie pour devenir une grande générale (将になるまで, Shō ni naru made) - Chapitre 52 - La bataille finale (決戦の日, Kessen no hi) - Chapitre final- Le pays de Hinowa (日輪の国, Nichirin no kuni) |                  |                   |                  |                   |

## Anime
Une adaptation en anime est annoncée en janvier 2014. La série de 24 épisodes qui est réalisée par Tomoki Kobayashi et illustrée par Makoto Uezu. Takahiro en supervise le scénario. Taku Iwasaki compose le thème de la musique. La série est diffusée sur les chaînes télévisées japonaises Tokyo MX, MBS et BS11 à partir du 7 juillet 2014 et terminée le 14 décembre 2014 ,. Dans les pays francophones, la série est diffusée en simulcast par Anime Digital Network et est éditée en DVD et Blu-ray par Kazé en 2015.
Parallèlement à ça, une série, elle aussi de 24 épisodes, du nom de Akame ga Kill! Gekijou (ou en anglais AkaKill! Theater) sortait avec un jour de décalage ; d'une durée moyenne d'une minute, ces mini histoires parodiaient ou complétaient les épisodes officiels sortis le jour précédent.
À savoir que la version animée adapte les huit premiers volumes de la version manga ainsi que des parties des dixième et onzième volumes, tandis que les cinq derniers épisodes prennent une tournure différente.

### Musique
| Générique | Épisodes | Début     | Début        | Fin                                                             | Fin          |
| Générique | Épisodes | Titre     | Artiste      | Titre                                                           | Artiste      |
| --------- | -------- | --------- | ------------ | --------------------------------------------------------------- | ------------ |
| 1         | 1 – 14   | Skyreach  | Sora Amamiya | Konna Sekai, Shiritakunakatta. (こんな世界、知りたくなかった。) | Miku Sawai   |
| 2         | 15 – 24  | Liar Mask | Rika Mayama  | Tsukiakari (月灯り)                                             | Sora Amamiya |

## Accueil
Le septième volet s'est vendu à 24 181 exemplaires une semaine après sa parution. Le huitième, quant à lui, s'est vendu à 37 833 exemplaires lors de sa première semaine de commercialisation. Le tirage total de Red Eyes Sword et la série dérivée Zero s'élève à 3,3 millions d'exemplaires en août 2016.

### Édition japonaise
Akame ga Kill!
1. 1 2  Tome 1
2. 1 2  Tome 2
3. 1 2  Tome 3
4. 1 2  Tome 4
5. 1 2  Tome 5
6. 1 2  Tome 6
7. 1 2  Tome 7
8. 1 2  Tome 8
9. 1 2  Tome 9
10. 1 2  Tome 10
11. 1 2  Tome 11
12. 1 2  Tome 12
13. 1 2  Tome 13
14. 1 2  Tome 14
15. 1 2  Tome 15
16. 1 2  Tome 1.5

Akame ga Kill! Zero
1. 1 2  Tome 1
2. 1 2  Tome 2
3. 1 2  Tome 3
4. 1 2  Tome 4
5. 1 2  Tome 5
6. 1 2  Tome 6
7. 1 2  Tome 7
8. 1 2  Tome 8
9. 1 2  Tome 9
10. 1 2  Tome 10

Hinowa ga Yuku!
1. 1 2  Tome 1
2. 1 2  Tome 2
3. 1 2  Tome 3
4. 1 2  Tome 4
5. 1 2  Tome 5
6. 1 2  Tome 6
7. 1 2  Tome 7
8. 1 2  Tome 8

### Édition française
Red Eyes SwordAkame ga Kill!
1. 1 2  Tome 1
2. 1 2  Tome 2
3. 1 2  Tome 3
4. 1 2  Tome 4
5. 1 2  Tome 5
6. 1 2  Tome 6
7. 1 2  Tome 7
8. 1 2  Tome 8
9. 1 2  Tome 9
10. 1 2  Tome 10
11. 1 2  Tome 11
12. 1 2  Tome 12
13. 1 2  Tome 13
14. 1 2  Tome 14
15. 1 2  Tome 15

Red Eyes Sword ZeroAkame ga Kill! Zero
1. 1 2  Tome 1
2. 1 2  Tome 2
3. 1 2  Tome 3
4. 1 2  Tome 4
5. 1 2  Tome 5
6. 1 2  Tome 6
7. 1 2  Tome 7
8. 1 2  Tome 8
9. 1 2  Tome 9
10. 1 2  Tome 10

Blue Eyes SwordHinowa ga Crush!
1. 1 2  Tome 1
2. 1 2  Tome 2
3. 1 2  Tome 3
4. 1 2  Tome 4
5. 1 2  Tome 5
6. 1 2  Tome 6
7. 1 2  Tome 7
8. 1 2  Tome 8